# Société française des roses
La Société française des roses « Les Amis des roses »(Sociedad francesa de las rosas) es una asociación francesa, sin ánimo de lucro, dedicada al cultivo y al conocimiento de las rosas. 
Fundada en 1886, su sede se encuentra en el recinto del parc de la Tête d'Or de Lyon, Rhône. Es una asociación nacional que agrupa alrededor de 3500 socios, particulares o profesionales, organizados en varias asociaciones locales o afiliadas. Es miembro de la federación mundial de las sociedades de la rosa. 
Los miembros de la sociedad francesa de la rosa son aficionados y cultivadores de rosas. Entre sus actividades, se mantiene el calendario en línea de todos los eventos relacionados con las rosas de todo el mundo e informa a sus miembros sobre los hechos relacionados con las rosas.
Esta asociación organiza el « Concours International de Roses Nouvelles de Lyon » concurso  que se celebra anualmente en junio desde 1931 en la rosaleda del parc de la Tête d'Or, denominada « roseraie d’essais » (Rosaleda de ensayos), se llevó a cabo en 1930 por el arquitecto paisajista Philibert Lavenir, alumno de Édouard André. Presentado al público antes de la comercialización, las rosas se encuentran en un semicírculo contiguo a la antigua granja del Parque. El título « plus belle rose de France » ha sido otorgado desde 1931 en Lyon por un jurado relacionado con la  horticultura profesional. Este concurso de rosaa también recompensa a las « grandes roses du siècle ». El juicio está fundamentado en numerosos parámetros observados en un período de dos años, y los criterios son la calidad de la vegetación y su resistencia a las enfermedades, la abundancia de la floración y la calidad de la flor.
La sociedad francesa de la rosa participa en numerosos eventos a los que patrocina, sobre todo :
- « alterarosa » en Aviñón, encuentro entre los amantes de las rosas, los profesionales del sector y el público en general.
- « Biennale de la rose parfumée » en Nantes.

La sociedad francesa de la rosa también está involucrada con varios de sus miembros, en los jurados en las competiciones francesas y europeas. Es miembro de la World Federation of Rose Societies.
Editan cada año la revista Les Amis des roses.